# Intervencionismo
Se entiende en un sentido amplio por intervencionismo a la acción de la administración pública encaminada a regular la actividad de otro ámbito público o privado, fijando normas o realizando actividades en sustitución de aquel. En un sentido estricto el término alude a un conjunto de acciones que disminuyen notablemente la autonomía del ámbito intervenido; sin embargo, el término es más usado en el terreno económico como la afectación de la actividad económica privada por parte del Estado o de cualquier otra administración pública.  
El término intervención asume en un nivel filosófico que el Estado y la economía deben estar inherentemente separados el uno del otro. Por lo tanto, la terminología se aplica a las economías capitalistas basadas en el mercado, donde la acción del gobierno interrumpe las fuerzas del mercado en el juego a través de regulaciones, políticas económicas o subvenciones. Sin embargo, las empresas estatales que operan en el mercado no constituyen una intervención. El término intervención es usado típicamente por los defensores del laissez-faire y el libre mercado, como también por nacionalistas económicos.
Las economías de mercado capitalistas que presentan altos grados de intervención estatal a menudo se denominan economías mixtas.
Desde una perspectiva de política internacional, el intervencionismo puede definirse como la intromisión de un Estado, por medio de órganos gubernamentales o no gubernamentales, en la política interior de otro, u otros Estados, en busca de inferir o cambiar la posición o conducta del Estado intervenido, en favor de sus propios intereses.

## Características
Dentro de los sistemas socioeconómicos casi siempre existe un cierto grado de intervencionismo y los motivos argüidos para el mismo son varios:
- Existencia de bienes públicos (aire, pesca en aguas internacionales, etc.) que el Estado no quiere que sean controlados por un mecanismo de mercado.
- El Estado controla y vigila toda actividad económica existente en su territorio.
- Financiar un sistema de defensa nacional y de seguridad pública.
- Delimita el salario de los funcionarios.

En algunos casos el intervencionismo incluye que el Estado esté a cargo directo de la producción dentro de ciertos sectores estratégicos, siendo menos frecuente el caso de que la mayor parte de la actividad económica estuviera dirigida más o menos directamente por el Estado. En los sistemas socialistas y las economías planificadas el Estado es el responsable de la mayor parte de decisiones involucradas en la actividad económica.

## Tipos de intervención
Las intervenciones económicas comunes en las economías contemporáneas incluyen impuestos selectivos, créditos fiscales específicos, legislación sobre salarios mínimos, reglas de sindicatos, preferencias de contratación, subsidios directos a ciertas clases de productores, apoyos de precios, precios máximos, cuotas de producción, cuotas de importación y tarifas. La gestión de la demanda y la economía keynesiana son citadas como formas suaves de planificación económica, diseñadas para superar la inestabilidad cíclica inherente a las economías de mercado o para que las economías de mercado funcionen adecuadamente de una manera deseada.
La regulación gubernamental sobre mercados y/o empresas también puede ser un tipo de intervención cuando corrige el mecanismo del mercado al fijar el precio de un bien o servicio, o sus condiciones de funcionamiento.
La planificación indicativa en las economías de mercado se considera una forma de intervención cuando influye en la formación de precios en los mercados.